# El coco (película)
El coco es una película de comedia colombiana de 2016 dirigida por Juan Camilo Pinzón con guion de Dago García, protagonizada por un elenco de comediantes compuesto por Julián Madrid, Alexandra Restrepo, Roberto Lozano, Gustavo Villanueva, María Auxilio Vélez y Pedro González.

## Sinopsis
Después de la muerte de su tía, Piroberta se convierte en la única heredera de una casa que no le trae muy buenos recuerdos. Sin embargo, sus amigos más cercanos: Don Jediondo, Sagrario, Micolta y Tahiana la convencen de recibir dicha propiedad. Allí los recibe Hugo, un enigmático mayordomo que ha trabajado para la familia durante toda su vida. En la casa este singular grupo de amigos empieza a tener experiencias paranormales que se irán profundizando a medida que pasa el tiempo, revelando importantes secretos de la familia de Piroberta.

## Reparto
- Julián Madrid es Piroberta.
- Alexandra Restrepo es Sagrario.
- Roberto Lozano es Micolta.
- Gustavo Villanueva es Dioselina.
- Pedro González es Don Jediondo.
- Carlos Sánchez es Hugo.
- María Auxilio Vélez es Auxilito.
- Tahiana Bueno es Tahiana.
- Ricardo León Farfán es El coco.